# International Data Corporation
International Data Corporation (IDC) — американская исследовательская и консалтинговая компания, основанная в 1964 году и занимающаяся изучением мирового рынка информационных технологий и телекоммуникаций. Является подразделением издательской компании International Data Group со штаб-квартирой в Фреймингхеме (Массачусетс). Наряду с Gartner и Forrester считается ключевым исследователем рынков ИТ.
Основана Патриком Макговерном в 1964 году, когда он провёл силами студентов исследования компьютерного рынка для UNIVAC, Xerox и Burroughs. Через 3 года доход компании составил 600 тыс. долларов.
Компания активно работает на региональных рынках и проводит локальные исследования, по собственным данным, на неё работают более 1100 аналитиков в 110 странах мира. В частности, представительство в России и странах СНГ было открыто в 1995 году и по состоянию на 2010-е годы публиковало ежегодно более 30 локальных исследований и проводило около 20 мероприятий.